# Tour of Qatar 2012
11. edycja wyścigu kolarskiego Tour of Qatar odbyła się w dniach 5-10 lutego 2012 roku. Łączna długość trasy liczyła 727,3 km. W wyścigu zwyciężył Belg Tom Boonen, drugi był Amerykanin Tyler Farrar, natomiast na trzeciej lokacie uplasował się kolarz hiszpański Juan Antonio Flecha.
Lista drużyn uczestniczących w wyścigu:
| Numery | Kod | Drużyna                 |
| ------ | --- | ----------------------- |
| 1-8    | RAB | Rabobank                |
| 11-18  | SKY | Sky Procycling          |
| 21-28  | BMC | BMC Racing Team         |
| 31-38  | OPQ | Omega Pharma-Quick Step |
| 41-48  | RNT | RadioShack-Nissan-Trek  |
| 51-58  | LIQ | Liquigas-Cannondale     |
| 61-68  | GRM | Garmin-Barracuda        |
| 71-78  | KAT | Team Katusha            |

| Numery  | Kod | Drużyna                   |
| ------- | --- | ------------------------- |
| 81-88   | GEC | GreenEDGE Cycling         |
| 91-98   | FDJ | FDJ-BigMat                |
| 101-108 | PRO | Project 1T4I              |
| 111-118 | LTB | Lotto-Belisol             |
| 121-127 | FAR | Farnese Vini-Selle Italia |
| 131-138 | CSS | Champion System           |
| 141-148 | BGT | Bridgestone-Anchor        |
| 151-158 | RTE | RTS Racing Team           |

## Etapy
| Etap     | Data      | Start                | Meta                          | Km    | Typ | Typ                | Zwycięzca        | Lider      |
| -------- | --------- | -------------------- | ----------------------------- | ----- | --- | ------------------ | ---------------- | ---------- |
| I etap   | 5 lutego  | Barzan Towers        | College of the North Atlantic | 141.5 |     | płaski             | Tom Boonen       | Tom Boonen |
| II etap  | 6 lutego  | Lusajl               | Lusajl                        | 11.3  |     | czasówka drużynowa | Garmin-Barracuda | Tom Boonen |
| III etap | 7 lutego  | Dukhan               | Al Gharafa Stadium            | 146,5 |     | płaski             | Mark Cavendish   | Tom Boonen |
| IV etap  | 8 lutego  | Al Thakhira          | Madinat Al Shamal             | 147,5 |     | płaski             | Tom Boonen       | Tom Boonen |
| V etap   | 9 lutego  | Camel Race Track     | Al Khor Corniche              | 160   |     | płaski             | Mark Cavendish   | Tom Boonen |
| VI etap  | 10 lutego | Sealine Beach Resort | Doha Corniche                 | 120,5 |     | płaski             | Arnaud Démare    | Tom Boonen |

### Etap 1 - 05.02: Barzan Towers > College of the North Atlantic, 141,5 km
| #  | Zawodnik      | Zespół | Czas       |
| -- | ------------- | ------ | ---------- |
| 1  | Tom Boonen    | OPQ    | 3h 11' 32" |
| 2  | Adam Blythe   | BMC    | + 0"       |
| 3  | Peter Sagan   | LIQ    | + 0"       |
|    |               |        |            |
| 68 | Maciej Bodnar | LIQ    | + 0"       |

| #  | Zawodnik      | Zespół | Czas       |
| -- | ------------- | ------ | ---------- |
| 1  | Tom Boonen    | OPQ    | 3h 11' 22" |
| 2  | Adam Blythe   | BMC    | + 4"       |
| 3  | Peter Sagan   | LIQ    | + 6"       |
|    |               |        |            |
| 69 | Maciej Bodnar | LIQ    | + 10"      |

### Etap 2 - 06.02: Lusajl > Lusajl, 11,3 km
| # | Zespół                  | Czas    |  |
| - | ----------------------- | ------- |  |
| 1 | Garmin-Barracuda        | 12' 38" |  |
| 2 | Omega Pharma-Quick Step | + 7"    |  |
| 3 | Sky Procycling          | + 9"    |  |
|   |                         |         |  |
| 5 | Liquigas-Cannondale     | + 13"   |  |

| #  | Zawodnik          | Zespół | Czas       |
| -- | ----------------- | ------ | ---------- |
| 1  | Tom Boonen        | OPQ    | 3h 24' 07" |
| 2  | Tyler Farrar      | GRM    | + 0"       |
| 3  | Johan Vansummeren | GRM    | + 3"       |
|    |                   |        |            |
| 30 | Maciej Bodnar     | LIQ    | + 16"      |

### Etap 3 - 07.02: Dukhan > Al Gharafa Stadium, 146,5 km
| #  | Zawodnik       | Zespół | Czas       |
| -- | -------------- | ------ | ---------- |
| 1  | Mark Cavendish | SKY    | 3h 23' 48" |
| 2  | Tom Boonen     | OPQ    | + 0"       |
| 3  | Aidis Kruopis  | GEC    | + 0"       |
|    |                |        |            |
| 59 | Maciej Bodnar  | LIQ    | + 01' 29"  |

| #  | Zawodnik       | Zespół | Czas       |
| -- | -------------- | ------ | ---------- |
| 1  | Tom Boonen     | OPQ    | 6h 47' 49" |
| 2  | Tyler Farrar   | GRM    | + 6"       |
| 3  | Mark Cavendish | SKY    | + 8"       |
|    |                |        |            |
| 50 | Maciej Bodnar  | LIQ    | + 01' 51"  |

### Etap 4 - 08.02: Al Thakhira > Madinat Al Shamal, 147,5 km
| #   | Zawodnik          | Zespół | Czas       |
| --- | ----------------- | ------ | ---------- |
| 1   | Tom Boonen        | OPQ    | 3h 03' 14" |
| 2   | Tom Veelers       | PRO    | + 0"       |
| 3   | Fabian Cancellara | RNT    | + 0"       |
|     |                   |        |            |
| 105 | Maciej Bodnar     | LIQ    | + 06' 38"  |

| #   | Zawodnik            | Zespół | Czas       |
| --- | ------------------- | ------ | ---------- |
| 1   | Tom Boonen          | OPQ    | 9h 50' 50" |
| 2   | Tyler Farrar        | GRM    | + 31"      |
| 3   | Juan Antonio Flecha | SKY    | + 34"      |
|     |                     |        |            |
| 101 | Maciej Bodnar       | LIQ    | + 08' 42"  |

### Etap 5 - 09.02: Camel Race Track > Al Khor Corniche, 160,0 km
| #   | Zawodnik       | Zespół | Czas       |
| --- | -------------- | ------ | ---------- |
| 1   | Mark Cavendish | SKY    | 3h 30' 40" |
| 2   | Daniel Oss     | LIQ    | + 0"       |
| 3   | Peter Sagan    | LIQ    | + 0"       |
|     |                |        |            |
| 116 | Maciej Bodnar  | LIQ    | + 04' 19"  |

| #   | Zawodnik            | Zespół | Czas        |
| --- | ------------------- | ------ | ----------- |
| 1   | Tom Boonen          | OPQ    | 13h 21' 30" |
| 2   | Tyler Farrar        | GRM    | + 31"       |
| 3   | Juan Antonio Flecha | SKY    | + 34"       |
|     |                     |        |             |
| 102 | Maciej Bodnar       | LIQ    | + 12' 59"   |

### Etap 6 - 10.02: Sealine Beach Resort > Doha Corniche, 120,5 km
| #  | Zawodnik          | Zespół | Czas       |
| -- | ----------------- | ------ | ---------- |
| 1  | Arnaud Démare     | FDJ    | 2h 20' 44" |
| 2  | Denis Galimzjanow | KAT    | + 0"       |
| 3  | Mark Renshaw      | RAB    | + 0"       |
|    |                   |        |            |
| 63 | Maciej Bodnar     | LIQ    | + 0"       |

| #  | Zawodnik            | Zespół | Czas        |
| -- | ------------------- | ------ | ----------- |
| 1  | Tom Boonen          | OPQ    | 15h 42' 14" |
| 2  | Tyler Farrar        | GRM    | + 28"       |
| 3  | Juan Antonio Flecha | SKY    | + 33"       |
|    |                     |        |             |
| 97 | Maciej Bodnar       | LIQ    | + 12' 59"   |

## Posiadacze koszulek po poszczególnych etapach
| Etap                 | Zwycięzca            | Klasyfikacja generalna | Klasyfikacja punktowa | Klasyfikacja młodzieżowa | Klasyfikacja drużynowa  |
| -------------------- | -------------------- | ---------------------- | --------------------- | ------------------------ | ----------------------- |
| P                    | Tom Boonen           | Tom Boonen             | Tom Boonen            | Adam Blythe              | Omega Pharma-Quick Step |
| 2                    | Garmin-Barracuda     | Tom Boonen             | Tom Boonen            | Ramūnas Navardauskas     | Garmin-Barracuda        |
| 3                    | Mark Cavendish       | Tom Boonen             | Tom Boonen            | Rudiger Selig            | Garmin-Barracuda        |
| 4                    | Tom Boonen           | Tom Boonen             | Tom Boonen            | Ramūnas Navardauskas     | Omega Pharma-Quick Step |
| 5                    | Mark Cavendish       | Tom Boonen             | Tom Boonen            | Ramūnas Navardauskas     | Omega Pharma-Quick Step |
| 6                    | Arnaud Démare        | Tom Boonen             | Tom Boonen            | Ramūnas Navardauskas     | Omega Pharma-Quick Step |
| Klasyfikacja końcowa | Klasyfikacja końcowa | Tom Boonen             | Tom Boonen            | Ramūnas Navardauskas     | Omega Pharma-Quick Step |

## Klasyfikacje

### Klasyfikacja generalna
|    | Kolarz               | Zespół                  | Czas        |
| -- | -------------------- | ----------------------- | ----------- |
| 1  | Tom Boonen           | Omega Pharma-Quick Step | 15h 42' 14" |
| 2  | Tyler Farrar         | Garmin-Barracuda        | + 28"       |
| 3  | Juan Antonio Flecha  | Sky Procycling          | + 33"       |
| 4  | Gert Steegmans       | Omega Pharma-Quick Step | + 34"       |
| 5  | Tom Veelers          | Project 1T4I            | + 01' 00"   |
| 6  | Mark Cavendish       | Sky Procycling          | + 01' 05"   |
| 7  | Fabian Cancellara    | RadioShack-Nissan-Trek  | + 01' 06"   |
| 8  | Ramūnas Navardauskas | Garmin-Barracuda        | + 01' 09"   |
| 9  | Aidis Kruopis        | Greenedge Cycling Team  | + 01' 10"   |
| 10 | Adam Blythe          | BMC Racing Team         | + 01' 19"   |

### Klasyfikacja punktowa
|   | Kolarz         | Kraj            | Zespół                  | Punkty |
| - | -------------- | --------------- | ----------------------- | ------ |
| 1 | Tom Boonen     | Belgia          | Omega Pharma-Quick Step | 45     |
| 2 | Mark Cavendish | Wielka Brytania | Sky Procycling          | 30     |
| 3 | Tyler Farrar   | USA             | Garmin-Barracuda        | 27     |

### Klasyfikacja młodzieżowa
|   | Kolarz               | Kraj            | Zespół                 | Czas        |
| - | -------------------- | --------------- | ---------------------- | ----------- |
| 1 | Ramūnas Navardauskas | Litwa           | Garmin-Barracuda       | 15h 43' 23" |
| 2 | Adam Blythe          | Wielka Brytania | BMC Racing Team        | + 05"       |
| 3 | Tony Gallopin        | Wielka Brytania | RadioShack-Nissan-Trek | + 22"       |

### Najlepszy zespół
|   | Zespół                  | Czas        |
| - | ----------------------- | ----------- |
| 1 | Omega Pharma-Quick Step | 46h 43' 00" |
| 2 | Sky Procycling          | + 34"       |
| 3 | Garmin-Barracuda        | + 1' 23"    |